# Фољијарина (Павија)
Фољијарина је насеље у Италији у округу Павија, региону Ломбардија.
Према процени из 2011. у насељу је живело 32 становника. Насеље се налази на надморској висини од 87 м.